# Anne de Montmorency
Anne de Montmorency (Chantilly, 1492. március 15. – Párizs, 1567. november 12.) Montmorency első hercege, pair, Franciaország marsallja, később udvarmestere és főparancsnoka (connétable)-ja, a 16. századi francia politika meghatározó alakja volt. Az itáliai háborúkban harcolt, majd a francia vallásháborúk első szakaszában a katolikus párt egyik vezetőjeként tevékenykedett. Művészetpártolásáról is ismert: támogatását élvezte a reneszánsz alkotói közül többek között Jean Bullant építész és Bernard Palissy ötvös, zománcos, üveges, író és tudós.

## Felemelkedés és kegyvesztettség
Apja, Guillaume de Montmorency (1453 k. – 1531) több királyi kastély kormányzója és a pénzügyek ellenőre volt, és elkísérte VIII. (Nyájas) Károlyt 1494–1497-es itáliai hadjáratára. Édesanyja, Anne Pot a La Rochepot-i  kastélyt hagyta rá.
A Montmorency-gyermek, noha fiúnak született, keresztanyja, Bretagne-i Anna királyné nevét örökölte. Az ifjú Anne az amboise-i királyi kastélyban nevelkedett, együtt a trónörökös I. Ferenccel. Már fiatalon részt vett az itáliai háborúkban: 1512-ben a ravennai, 1515-ben a marignanói csatában is küzdött. Tehetsége igazán Mézières Pierre Terrail de Bayard-ral közösen irányított védelménél (1521) és Novara 1522-es bevételekor mutatkozott meg. Ez utóbbi juttatta marsalli ranghoz. 1525-ben fogságba esett a paviai csata során, majd miután kiváltották, fontos szerepet játszott az I. Ferenc és V. Károly közti első háborút lezáró 1526-os madridi béke megkötésében. Ugyanekkor nyerte el az udvarmesteri címet és Languedoc kormányzói székét. A francia királyfiak szabadulását eredményező 1529-es cambrai-i egyezmény (a „hölgyek békéje”) is javarészt az ő érdeme. Montmorency arra törekedett, hogy garantálja a Francia Királyság biztonságát, ezért békepárti politikát folytatott a császárral és a pápasággal szemben. 1533-ban így Marseille városában I. Ferenc VII. Kelemennel tárgyalt.
Ferenc azonban hívével ellentétben katonai babérokra vágyott. Montmorency a kiújuló hadakozásban 1536 során sikeresen védelmezte Provence-ot, amit a király 1538-ban a connétable-i ranggal jutalmazott. Ezt követően tekintélyének köszönhetően megszervezhette a király és III. Pál pápa 1538-as nizzai, valamint V. Károly és I. Ferenc 1540-es Aigues-Mortes-i találkozóját. Ferenc azonban kegyencei (így Anne de Pisseleu) hatására hamarosan szakított a békülékeny politikával, ami 1541-ben Montmorency kegyvesztettségéhez vezetett. Montmorency ekkor visszavonult, és kastélyai szépítésével, a chantilly-i kastély könyvtárának fejlesztésével és numizmatikai gyűjteményével foglalatoskodott – ez utóbbi szolgált később a Francia Nemzeti Könyvtár Cabinet des Médailles-ának alapjául.

## Ismét az udvarban

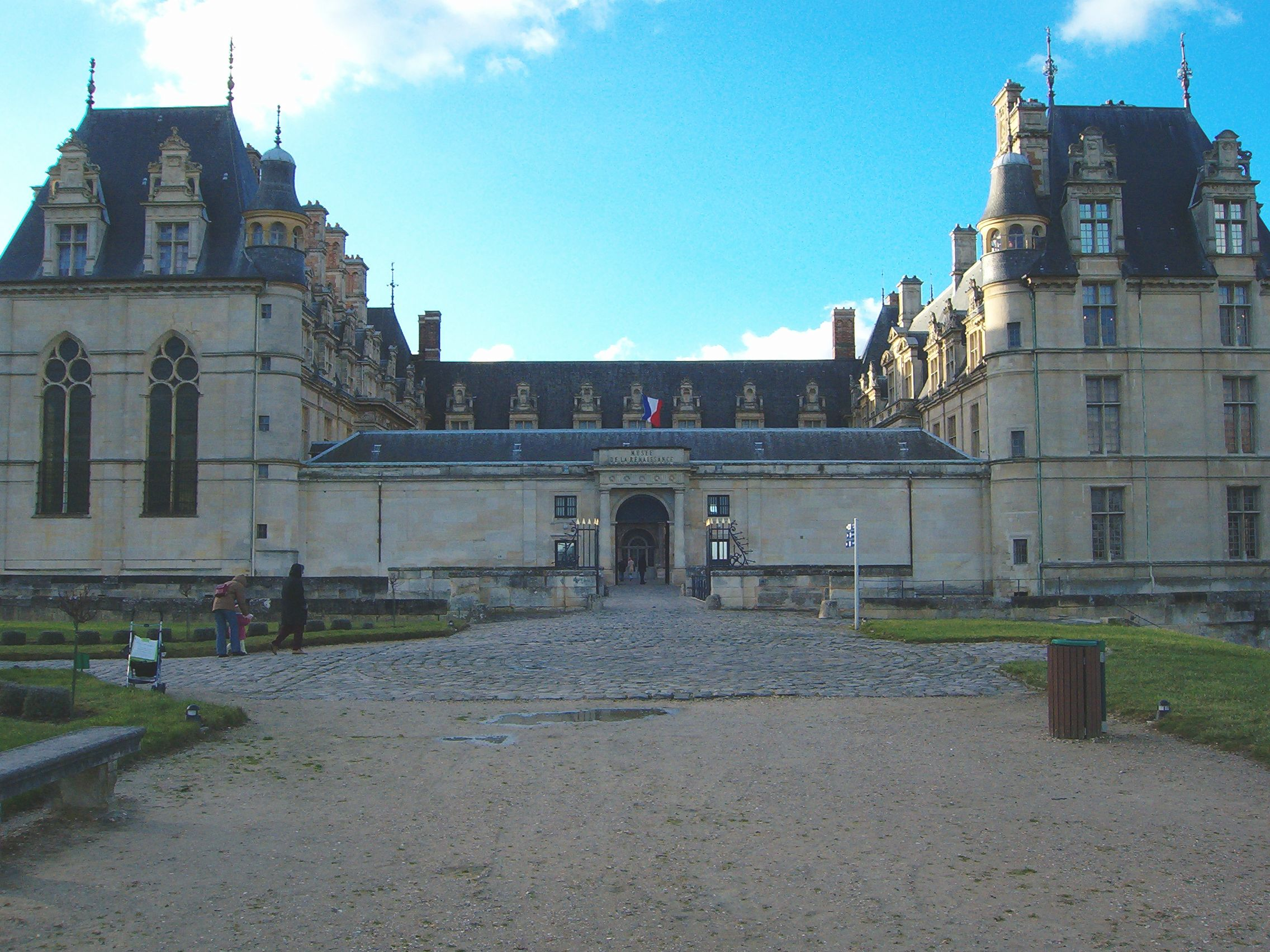
Écouen kastélya, melyet Montmorency építtetett Jean Bullant tervei alapján 1538-tól a középkori erőd helyén. Ma reneszánsz múzeumként szolgál.

1547-ben meghalt I. Ferenc, és fia, II. Henrik Montmorency-t „társatyjául” fogadta – befolyását azonban kénytelen volt megosztani a felemelkedő lotaringiai Guise hercegekkel. 1548-ban a connétable vezette a bordeaux-i parasztlázadás leverését. Jutalomképpen Henrik 1551-ben hercegi rangra emelte, és pairré tette. Ekkor az idős connétable Franciaország egyik legnagyobb hűbérurává vált, majdnem 600 hűbéressel és mintegy 130 kastéllyal rendelkezett – építkezéseinek nyomát viseli a mai napig többek között Chantilly (Oise), Fère-en-Tardenois, Écouen és La Rochepot reneszánsz stílusú kastélya.
Montmorency az ezt követő időszakban nem tudta megakadályozni, hogy a Guise-ek új háborút provokáljanak az idős V. Károllyal, majd fiával, II. Fülöp spanyol királlyal szemben. Az első összecsapás során, 1552 áprilisában sikeresen elfoglalta Metz városát, azonban az 1557-es Saint-Quentin-i csatát elvesztette, és maga is fogságba esett. Kiszabadulva sokat tett az 1559-es cateau-cambrésis-i béke megkötéséért. Ugyanebben az évben II. Ferenc trónra kerülésével elvesztette connétable-i rangját és udvarbeli befolyását – igaz, Ferenc 1560-as halálát követően a fivérét, IX. Károlyt kezében tartó Medici Katalin anyakirályné hatására ismét megerősödött helyzete, hogy ellensúlyozza a Guise-ek hatalmi törekvéseit.

## A vallásháborúkban
Noha nem ápolt jó viszonyt a Guise-famíliával, katolikus meggyőződése szövetségre léptette velük. Az 1562-ben kitörő francia vallásháborúk során kezdetben François de Guise és Jacques d’Albon de Saint-André connétable társaként – hármasuk az 1561. április 6-án alakult ún. katolikus triumvirátus – a katolikus párt egyik feje lett. A dreux-i csata során megsérül és hugenotta fogságba esett, Saint-André pedig halálos sebet kapott. Guise-zel 1563 elején merénylő végzett. A kiszabaduló, társainál mérsékeltebb Montmorency a régens anyakirálynővel karöltve békülékeny politikába kezdett. Unokaöccsével, a hugenottákat vezető II. Gaspard de Coligny-val folytatott tárgyalásai vezettek az 1563-as amboise-i béke megkötéséhez. Ennek nyomán Bourdillon és Vieilleville marsall mellett a connétable kapott megbízást a békefeltételek betartatására. Montmorency elkísérte a királyt annak több mint két évig tartó országjáró körútján (1564–1566), melynek során 1565. október 16–november 3. között châteaubriant-i kastélyában látta vendégül az uralkodót és édesanyját. Az utazáson a rivalizáló Montmorency- és Guise-család formálisan is kibékült.
A háborúskodás csakhamar ismét kiújult. 1567-ben a Condé hercege és Coligny vezette protestánsok megkísérelték elragadni és saját befolyásuk alá vonni IX. Károlyt (meaux-i meglepetés), majd ennek kudarca után blokád alá vonták Párizst. Az idős connétable indult ellenük hadba, javarészt a fővárosban toborzott önkéntesek élén. A november 10-én lezajlott saint-denis-i csatában ugyan sikerült visszavonulásra kényszeríteni a hugenottákat, de Montmorency halálos sebet kapott, és két nap múlva elhunyt Párizsban.

## Házassága, utódai

A Montmorency-címer

1528-ban vette feleségül I. Ferenc unokatestvérét, Madelaine de Savoie-t. Nászajándékul Fère-en-Tardenois kastélyát kapta a királytól. Tizenkét gyermekéről tudunk:
- François (1530–1579), 1559-től marsall, apja halála után Montmorency hercege, Dammartin grófja, pair, udvarmester.
- I. Henri (1534–1614), 1563-tól apja utóda a languedoc-i kormányzóságban, 1567-től marsall, 1579-től Montmorency hercege, 1597-től connétable.
- Charles, Damville hercege, pair
- Gabriel, Montbéron bárója, az 1562-es dreux-i csatában esett el.
- Guillaume, Thoré ura.
- Eléonore, III. François de La Tour felesége.
- Jeanne, III. Louis thouars-i herceg felesége.
- Catherine III. Gilbert de Lévis felesége.
- Marie, Henri de Foix felesége.
- Anne, a caeni Szentháromság-zárda apátnője.
- Louise, Gercy zárdájának apátnője.
- Madeleine, nővérét követte a caeni zárda élén.